# Memorat
A memorat néprajzkutatási műszó, melyet C. W. von Sydow alkotott a latin memoratum szóból. Első megfogalmazásban szinte azonos volt az élménytörténet fogalmával: a memoratban az elbeszélő egyes szám első személyben beszél saját élményeiről, melyek többnyire természetfölöttivel kapcsolatosak. Szűkebb értelemben véve mondák kialakulásának második szakasza. A memoratot erősen befolyásolja a már korábban létező mondák formája és tartalma. Ha a memorat a köztudat része lesz, fabulat lesz, ám nem lesz minden memoratből fabulat és nem minden fabulatnak van memorat-előzménye. A magyar néprajzkutatás az 1960-as évektől használja szakkifejezésként.